# 열린채널
《열린채널》은 KBS 1TV에서 매주 수요일 오후 2시 10분에 방송되는 시사교양 프로그램이다.

## 기획 의도
시청자들이 각종 사회 현상들을 소재로 프로그램을 직접 기획하는 시사교양 프로그램이다.

## 방송 시간
본 방송 시간은 2024년 3월 6일 수요일 방송시간 변경 이후 기준이다. 
 ※ 공휴일, 특집 프로그램, KBS 뉴스특보 등이 편성되면 특집 프로그램이 편성될 경우 방송 시간이 변경될 수 있으나 다음 요일으로 연기되며, 이전 요일로 앞당겨 방송시간은 상시 변경될 수 있다.
| 방송 채널 | 방송 기간                          | 방송 시간                            | 비고  |
| --------- | ---------------------------------- | ------------------------------------ | ----- |
| KBS 1TV   | 2001년 5월 5일 ~ 2001년 6월 16일   | 매주 토요일 오후 4시 30분 ~ 5시      |       |
| KBS 1TV   | 2001년 6월 21일 ~ 2002년 3월 28일  | 매주 목요일 밤 11시 35분 ~ 12시 5분  |       |
| KBS 1TV   | 2003년 6월 26일 ~ 2004년 4월 29일  | 매주 목요일 밤 11시 35분 ~ 12시 5분  |       |
| KBS 1TV   | 2002년 4월 6일 ~ 2003년 6월 21일   | 매주 토요일 오후 4시 30분 ~ 5시      |       |
| KBS 1TV   | 2004년 5월 7일 ~ 2005년 4월 29일   | 매주 금요일 밤 11시 30분 ~ 12시      |       |
| KBS 1TV   | 2005년 5월 7일 ~ 2005년 10월 29일  | 매주 토요일 낮 1시 ~ 1시 35분        |       |
| KBS 1TV   | 2005년 11월 5일 ~ 2010년 5월 8일   | 매주 토요일 낮 1시 ~ 1시 30분        |       |
| KBS 1TV   | 2010년 5월 13일 ~ 2010년 12월 30일 | 매주 목요일 오후 4시 10분 ~ 4시 40분 |       |
| KBS 1TV   | 2011년 1월 7일 ~ 2014년 12월 26일  | 매주 금요일 낮 1시 ~ 1시 30분        |       |
| KBS 1TV   | 2015년 1월 2일 ~ 2017년 2월 10일   | 매주 금요일 오후 2시 ~ 2시 30분      |       |
| KBS 1TV   | 2018년 4월 13일 ~ 2019년 9월 13일  | 매주 금요일 오후 2시 ~ 2시 30분      |       |
| KBS 1TV   | 2017년 2월 17일 ~ 2017년 9월 1일   | 매주 금요일 오후 2시 20분 ~ 2시 50분 |       |
| KBS 1TV   | 2017년 9월 8일 ~ 2018년 4월 6일    | 매주 금요일 낮 1시 30분 ~ 2시        | [ 1 ] |
| KBS 1TV   | 2019년 9월 20일 ~ 2020년 6월 26일  | 매주 금요일 오후 2시 10분 ~ 2시 40분 |       |
| KBS 1TV   | 2020년 7월 2일 ~ 2021년 2월 25일   | 매주 목요일 오후 3시 30분 ~ 4시      |       |
| KBS 1TV   | 2021년 3월 3일 ~ 2022년 4월 27일   | 매주 수요일 오후 2시 30분 ~ 3시      |       |
| KBS 1TV   | 2022년 5월 4일 ~ 2024년 3월 13일   | 매주 수요일 오후 2시 10분 ~ 2시 50분 |       |
| KBS 1TV   | 2024년 3월 20일 ~ 현재             | 매주 수요일 오후 2시 10분 ~ 3시 10분 |       |

## 부연 설명
이 프로그램은 

방송법 제69조에 의거하여

시청자가 직접 제작한 것입니다.

이 프로그램의 내용은

KBS의 견해와 다를 수 있습니다.

## 특이 사항
- 다른 프로그램들과 달리 제작 과정에서 KBS의 개입이 전혀 없었기 때문에 방송 시간 내내 화면 왼쪽에 KBS 로고를 띄우지 않는다. 대신 화면 왼쪽 상단에 '시청자 제작 프로그램'임을 고지한다.
- 2018년 10월 5일 834회부터 오른쪽 상단에 KBS로고(KBS1)가 표시된다.

## 결방 사유 및 편성 변경
2009년
- 5월 23일 : <盧전대통령 서거> 로 인해 KBS 뉴스특보가 방송시간 변경

2012년
- 8월 3일 ~ 8월 10일: 2주 연속 결방

2014년
- 1월 31일 : 결방
- 4월 18일 : 세월호 참사 여파로 인한 결방

2015년
- 12월 24일 : 692회 방송분은 크리스마스 특집 편성 관계로 대신 1일 앞당겨 편성 변경
- 12월 31일 : 693회 신년특집 편성 관계로 대신 2015년 마지막날 1일 앞당겨 편성 변경

2016년
- 8월 5일 : 2016 리우데자이네루 하계 올림픽 중계방송으로 인한 결방
- 9월 9일 : 결방
- 9월 13일 : 추석특집 편성으로 인한 결방
- 12월 8일 : 1일 앞당겨 편성 변경

2017년
- 1월 26일 : 2017년 설날 특집 관련 편성으로 인한 결방
- 5월 4일 : 어린이날 특집 편성으로 인한 결방
- 6월 2일 : 국회 청문회 특집 편성으로 인한 결방
- 6월 9일 : 금요일에 연기되었다.
- 8월 25일 : KBS 뉴스특보 <이재용 부회장 1심 선고> 편성으로 인한 결방
- 10월 6일 : 2017년 추석특집 프로그램 편성으로 인해 10월 13일 금요일 낮 1시 50분에 방송되었다.

2018년
- 2월 23일 : 2018 평창 동계 올림픽 중계방송으로 인한 결방
- 4월 25일 : KBS 뉴스특보 - 2018 남북정상회담 편성으로 인한 결방
- 5월 4일 : 어린이날 특집 편성으로 인한 결방

2019년
- 4월 7일 : 산불 관련 KBS 뉴스특보 편성으로 인한 결방
- 8월 31일 : 대신 다음 날 8월 31일 방송시간이 변경되었다.
- 9월 6일 : 추석 편성으로 인해 기상특보(태풍)로 대체
- 9월 27일 : 국회 대정부질문 관련 KBS 뉴스특보 편성으로 인한 결방

2020년
- 1월 25일 : 2020년 설날 특집 관련 편성 관계로 대신 다음 날 1월 25일 방송시간이 설특집 편성으로 인하여 08:00분에 편성이 변경되었다.
- 2월 28일 : 코로나19 감염 관련 KBS 뉴스특보 편성으로 인한 결방
- 3월 6일 ~ 3월 27일 : 코로나19 감염 관련 KBS 뉴스특보 편성으로 인한 결방
- 4월 11일 : 열린채널은 선거방송 편성으로 다음 날 13:25 방송시간이 변경되었다.
- 5월 2일 : 부처님 오신날 특집 관련 편성 관계로 대신 다음 날 5월 2일 방송시간이 변경되었다.
- 7월 23일 : 국회 중계방송으로 인하여 대신 다음 날 7월 24일 11:30분 방송시간이 변경되었다.
- 10월 1일 : 추석편성으로 인하여 10월 1일 오후 1시 방송시간 변경되었다.
- 10월 23일 : 국정감사 편성으로 인하여 대신 다음 날 10월 23일 11:25 방송시간이 변경되었다.

2021년
- 2월 4일: 11:30 방송시간 변경
- 2월 10일: 2021년 설날 특집 관련 편성 관계로 1일 앞당겨 오전 11시 30분 ~ 낮 12시까지 방송시간이 변경되었다.
- 4월 6일: 2021 재보궐 선거 개표방송 편성(4월 7일)으로 이전 4월 6일 1일 앞당겨 방송시간이 변경되었다.
- 5월 4일: 2021 어린이날 특집(5월 5일) 관련으로 이전 5월 4일 1일 앞당겨 방송시간이 변경되었다.
- 6월 2일: 수요일 오후 2시 20분 ~ 2시 50분까지 방송시간 변경
- 7월 15일: 중계방송 기념식 이후 다음 날 (7월 15일) 금요일 오전 11시 ~ 11시 30분까지 연기로 방송시간이 변경되었다.
- 8월 1일 : 일요일 오전 6시 20분 방송시간 변경
- 8월 3일 : 이전 요일의 목요일 앞당겨 도쿄올림픽 중계방송으로 13:00 방송시간 변경
- 8월 26일 : 목요일 오전 11시에 방송시간 변경
- 9월 24일 : 추석특집 관계로 이후 금요일 오전 11시 20분 ~ 11시 50분에 방송시간이 변경되었다.
- 10월 22일 : 중계방송 2021 국정감사 [수화] (오전 10시 ~ 낮 12시) 관계로 이후 금요일 오전 11시 20분 ~ 11시 50분에 방송시간이 변경되었다.
- 12월 1일 : 오전 11시 20분 ~ 낮 12시 방송시간 앞당겨 변경 (특별생방송 희망2022 나눔캠페인 사랑의 온도탑 제막식 - 특집 편성 관계로 편성 변경)

2022년
- 1월 28일 : 금요일 오전 11시 20분 변경
- 2월 4일 : 금요일 오전 11시 20분 변경
- 3월 11일 : 금요일 오전 11시 30분 변경
- 4월 13일 : 수요일 오후 2시 40분 변경 (10분 늦춰 변경)
- 4월 21일 : 목요일 오전 11시 변경
- 4월 29일 : 금요일 오전 11시 20분 변경
- 5월 6일 : 금요일 낮 12시 50분 변경
- 6월 2일 : 목요일 오전 11시 20분 변경
- 7월 29일 : 금요일 오전 11시 30분 변경
- 8월 10일 : 수요일 오후 2시 20분 변경 (10분 늦춰 변경)
- 9월 23일 : 금요일 오전 11시 10분 변경
- 11월 3일 : 뉴스특보 2시 [수화] 북, 다종 미사일 10여 발 발사 로 3시 20분 ~ 3시 50분 방송시간 변경
- 11월 25일, 12월 2일 : 금요일 오전 11시 10분 ~ 11시 50분 변경
- 12월 9,16일 : 금요일 오전 11시 ~ 11시 40분 변경
- 12월 21일 : 수요일 오전 11시 ~ 11시 40분 변경

2023년
- 1월 4일 : 수요일 오후 2시 10분 ~ 2시 50분 → 1월 5일 : 목요일 오전 11시 ~ 11시 40분 방송일 및 방송시간 변경
- 2월 8일 : 수요일 오전 11시 방송시간 변경
- 4월 5일 : 수요일 오전 11시 방송시간 변경
- 5월 3일 : 수요일 오전 11시 10분 방송시간 변경
- 8월 23일 : 민방위의 특집 오후 1시 50분 ~ 2시 20분 편성 관계 및 KBS 뉴스 2의 결방으로 인하여 이후 10분 늦춰 오후 2시 20분 방송시간 변경
- 9월 27일 : 수요일 낮 1시 50분 방송시간 변경

2024년
- 3월 20일 : 수요일 → 3월 19일 화요일 방송일 변경
- 3월 27일 : 수요일 오후 1시 방송시간 변경
- 4월 3일 : 수요일 → 4월 2일 화요일 오후 1시 ~ 2시 방송일 및 방송시간 변경
- 4월 10일 : 수요일 → 4월 12일 금요일 오전 11시 ~ 낮 12시 방송일 및 방송시간 변경
- 5월 1일 : 수요일 → 4월 30일 화요일 방송일 변경
- 5월 15일 : 수요일 → 5월 14일 화요일 방송일 변경
- 6월 12일 : 수요일 → 6월 10일 월요일 오후 3시 ~ 4시 방송일 및 방송시간 변경
- 6월 26일 : 수요일 → 6월 25일 화요일 방송일 변경
- 7월 3일 : 수요일 → 7월 5일 금요일 오후 1시 ~ 2시 방송일 및 방송시간 변경
- 7월 24일 : 수요일 → 7월 23일 화요일 방송일 변경
- 9월 4일 : 수요일 → 9월 6일 금요일 오전 11시 ~ 낮 12시 방송일 및 방송시간 변경
- 9월 11일 : 수요일 → 9월 13일 금요일 오전 11시 ~ 낮 12시 방송일 및 방송시간 변경
- 9월 18일 : 수요일 → 9월 20일 금요일 오후 1시 ~ 2시 방송일 및 방송시간 변경
- 10월 9일 : 수요일 → 10월 11일 금요일 방송일 변경
- 10월 16일 : 수요일 → 10월 18일 금요일 방송일 변경
- 11월 6일 : 수요일 → 11월 4일 월요일 오전 11시 ~ 낮 12시 방송일 및 방송시간 변경
- 12월 4일 : 2024년 대한민국 비상계엄 뉴스특보 편성으로 인한 결방
- 12월 11일 : 수요일 → 12월 14일 토요일 밤 0시 25분 ~ 1시 25분 방송일 및 방송시간 변경
- 12월 18일 : 수요일 → 12월 19일 목요일 오후 1시 ~ 2시 방송일 및 방송시간 변경
- 12월 25일 : 수요일 → 12월 26일 목요일 오후 1시 ~ 1시 30분, 1시 50분 ~ 2시 20분, 12월 27일 금요일 오전 10시 ~ 11시 방송일 및 방송시간 변경

2025년
- 1월 1일 : 수요일 → 1월 4일 토요일 오후 3시 5분 ~ 4시 방송일 및 방송시간 변경
- 1월 15일 : 수요일 → 1월 16일 목요일 오후 3시 ~ 4시 방송일 및 방송시간 변경
- 1월 22일 : 수요일 → 1월 23일 목요일 오후 3시 ~ 4시 방송일 및 방송시간 변경
- 1월 29일 : 수요일 → 1월 31일 금요일 오전 10시 ~ 11시 방송일 및 방송시간 변경
- 2월 12일 : 수요일 오후 1시 방송시간 변경
- 3월 26일 : 수요일 → 3월 27일 목요일 밤 0시 30분 ~ 1시 30분 방송일 및 방송시간 변경
- 4월 16일 : 수요일 → 4월 17일 목요일 오후 2시 40분 ~ 3시 40분 방송일 및 방송시간 변경
- 5월 28일 : 수요일 → 5월 30일 금요일 오전 11시 ~ 낮 12시 방송일 및 방송시간 변경
- 6월 4일 : 수요일 → 6월 5일 목요일 오전 11시 ~ 낮 12시 방송일 및 방송시간 변경
- 6월 25일 : 수요일 → 6월 26일 목요일 오전 11시 ~ 낮 12시 방송일 및 방송시간 변경
- 7월 2일 : 수요일 → 7월 3일 목요일 오후 1시 ~ 2시 방송일 및 방송시간 변경
- 7월 16일 : 수요일 오후 1시 방송시간 변경
- 8월 13일 : 수요일 오후 3시 방송시간 변경

## 지역 방송국 프로그램
- 일부 지역에서는 매월 첫째 주 수요일 오후 2시 10분부터 아래의 프로그램을 자체적으로 방송한다.

| 방송국  | 지역       | 프로그램      |
| ------- | ---------- | ------------- |
| KBS부산 | 부산광역시 | 열린채널 부산 |

## 경쟁 프로그램
- 꿈꾸는 U (OBS경인TV) (종영)